# Callophrys spinetorum
Callophrys spinetorum is een vlinder uit de familie van de Lycaenidae. De wetenschappelijke naam van de soort is in 1867 voor het eerst geldig gepubliceerd door Hewitson.